# Fédération nationale d'agriculture biologique
La Fédération nationale d’agriculture biologique (FNAB) est une association française de représentation professionnelle agricole spécialisée en agriculture biologique.

## Histoire
Cette section ne s'appuie pas, ou pas assez, sur des sources secondaires ou tertiaires indépendantes du sujet.

Pour l'améliorer, ajoutez-en, ou placez des modèles {{Source secondaire souhaitée}} ou {{Source secondaire nécessaire}} sur les passages mal sourcés. (mai 2024)
La Fédération nationale d’agriculture biologique (FNAB) est fondée en 1978 de la volonté d'agriculteurs en agriculture biologique de fédérer un maximum d'associations au sein d'une structure associative. La charte de la fédération est adoptée le 5 avril 2016.

## Présidence
- Guillaume Riou : 2018[2]-
- Stéphanie Pageot : 2013-2018[2],[3].